# 近畿高等学校総合文化祭
近畿高等学校総合文化祭（きんきこうとうがっこうそうごうぶんかさい）とは、近畿地方を中心とする2府8県、いわゆる近畿ブロック（兵庫県・大阪府・徳島県・京都府・和歌山県・滋賀県・奈良県・三重県・福井県・鳥取県）から集まった高校生による、高等学校の文化の祭典である。略称は近総文（きんそうぶん）、または近畿高総文祭（きんきこうそうぶんさい）、近畿総文（きんきそうぶん）。

## 概要
「近畿は一つ」を合言葉に、各府県から高校生が集結し、各々の芸術・文化活動を発表し合い、お互いの文化的交流を深めることなどを目的とした総合的な文化祭との役割を持って、1981年以来、毎年11月に開催されている。第1回開催地は兵庫県であった。
主催者は、開催府県（含教育委員会）や開催府県高等学校（芸術）文化連盟など。毎年、各府県の持ち回り制で開催されている。

## 開催部門
- 合唱
- 器楽・管弦楽
- 吹奏楽
- マーチングバンド・バトントワリング
- 日本音楽
- 郷土芸能
- 吟詠剣詩舞
- 演劇
- 美術・工芸
- 自然科学
- 書道
- 写真
- 放送文化
- 囲碁
- 将棋
- 新聞
- 小倉百人一首かるた
- 茶道
- 文芸
- 軽音楽

## 生徒実行委員会
主に開催府県の現役高校生を集め、結成される。大会運営や計画立案に関わる業務を開催府県高等学校文化連盟などと共に進めていく。生徒たち自らが当日の開会宣言などの細かい大会運営や計画・立案など、手広く業務を実行する。大会運営そのものは高等学校文化連盟や教育委員会等が行うものの、この実行委員会が大会運営を裏から支える貴重な人材であることには変わりない。

## 歴代開催地の一覧
| 回 | 年     | 開催県   | 総合開会行事会場                               |
| -- | ------ | -------- | ---------------------------------------------- |
| 1  | 1981年 | 兵庫県   | 神戸国際会館 大ホール                          |
| 2  | 1982年 | 大阪府   | 万博ホール                                     |
| 3  | 1983年 | 京都府   | 京都会館 第一ホール                            |
| 4  | 1984年 | 和歌山県 | 和歌山県民文化会館 大ホール                    |
| 5  | 1985年 | 滋賀県   | 大津市民会館                                   |
| 6  | 1986年 | 奈良県   | 奈良県文化会館                                 |
| 7  | 1987年 | 三重県   | 四日市市文化会館                               |
| 8  | 1988年 | 福井県   | 福井市文化会館                                 |
| 9  | 1989年 | 兵庫県   | 新神戸オリエンタル劇場                         |
| 10 | 1990年 | 大阪府   | 大阪府立青少年会館                             |
| 11 | 1991年 | 京都府   | 長岡京記念文化会館                             |
| 12 | 1992年 | 和歌山県 | 和歌山県民文化会館 大ホール                    |
| 13 | 1993年 | 滋賀県   | 大津市民会館                                   |
| 14 | 1994年 | 奈良県   | 奈良県橿原文化会館                             |
| 15 | 1995年 | 三重県   | 三重県総合文化センター                         |
| 16 | 1996年 | 福井県   | フェニックスプラザ                             |
| 17 | 1997年 | 兵庫県   | 神戸文化ホール                                 |
| 18 | 1998年 | 大阪府   | 府立青少年会館文化ホール                       |
| 19 | 1999年 | 徳島県   | 徳島県立産業観光交流センター                   |
| 20 | 2000年 | 京都府   | 京都会館 第一ホール                            |
| 21 | 2001年 | 和歌山県 | 和歌山ビッグホエール                           |
| 22 | 2002年 | 滋賀県   | 滋賀県立芸術劇場 びわ湖ホール                  |
| 23 | 2003年 | 奈良県   | 奈良県文化会館 国際ホール                      |
| 24 | 2004年 | 三重県   | 三重県総合文化センター                         |
| 25 | 2005年 | 福井県   | 福井県立音楽堂                                 |
| 26 | 2006年 | 兵庫県   | 兵庫県立芸術文化センター 大ホール              |
| 27 | 2007年 | 大阪府   | 大阪市中央公会堂                               |
| 28 | 2008年 | 徳島県   | 徳島市立文化センター                           |
| 29 | 2009年 | 京都府   | 京都会館 第一ホール                            |
| 30 | 2010年 | 奈良県   | 奈良県文化会館 国際ホール                      |
| 31 | 2011年 | 滋賀県   | 滋賀県立芸術劇場 びわ湖ホール                  |
| 32 | 2012年 | 和歌山県 | 和歌山市民会館 大ホール                        |
| 33 | 2013年 | 三重県   | 三重県文化会館                                 |
| 34 | 2014年 | 福井県   | 福井県立音楽堂 ハーモニーホールふくい 大ホール |
| 35 | 2015年 | 鳥取県   | とりぎん文化会館 梨花ホール                    |
| 36 | 2016年 | 兵庫県   | 兵庫県立芸術文化センターKOBELCO大ホール        |
| 37 | 2017年 | 大阪府   | 近畿大学東大阪キャンパス内「11月ホール」       |
| 38 | 2018年 | 徳島県   | アスティとくしま                               |
| 39 | 2019年 | 京都府   | 京都コンサートホール                           |
| 40 | 2020年 | 奈良県   | Web上での開催                                  |
| 41 | 2021年 | 滋賀県   | 滋賀県立芸術劇場びわ湖ホール                   |
| 42 | 2022年 | 和歌山県 | 和歌山県民文化会館                             |
| 43 | 2023年 | 三重県   | 三重県総合文化センター 三重県文化会館 大ホール |
| 44 | 2024年 | 福井県   | 福井県立音楽堂 ハーモニーホールふくい 大ホール |
| 45 | 2025年 | 鳥取県   | エースパック未来中心 大ホール                  |

## 歴代大会テーマ
| 回 | 年     | 開催県   | 大会テーマ                                                                   |
| -- | ------ | -------- | ---------------------------------------------------------------------------- |
| 1  | 1981年 | 兵庫県   | 近畿は一つ友よ若き友よ手を握ろう                                             |
| 2  | 1982年 | 大阪府   | 創造の芽を育てよう                                                           |
| 3  | 1983年 | 京都府   | たたえよ青春高めよ文化                                                       |
| 4  | 1984年 | 和歌山県 | 熱い思いを明日の文化に                                                       |
| 5  | 1985年 | 滋賀県   | 育てよう未来のかけ橋文化の心                                                 |
| 6  | 1986年 | 奈良県   | はぐくもう若い心に文化のひびき                                               |
| 7  | 1987年 | 三重県   | 広げよう心のつながり文化の輪                                                 |
| 8  | 1988年 | 福井県   | 掲げよう未来を照らす文化の灯                                                 |
| 9  | 1989年 | 兵庫県   | あたらしい世紀にかけよう文化の橋                                             |
| 10 | 1990年 | 大阪府   | 若人の文化で結ぶ近畿の輪                                                     |
| 11 | 1991年 | 京都府   | 高めよう文化のこころ広げよう青春のつばさ                                     |
| 12 | 1992年 | 和歌山県 | 青春！文化発信紀州から                                                       |
| 13 | 1993年 | 滋賀県   | はばたけ青春文化のこころのハーモニー                                         |
| 14 | 1994年 | 奈良県   | 輝け青春心の翼で文化の空へ                                                   |
| 15 | 1995年 | 三重県   | 青春を文化で燃やし未来へのジャンプ                                           |
| 16 | 1996年 | 福井県   | 青春でいまこそ造る文化の樹                                                   |
| 17 | 1997年 | 兵庫県   | 若い力で輝かそう人の未来と文化の未来                                         |
| 18 | 1998年 | 大阪府   | 文化に出会う自分に出会う                                                     |
| 19 | 1999年 | 徳島県   | 築こう文化の橋わたろう輝く未来へ                                             |
| 20 | 2000年 | 京都府   | ひびけ文化と歴史の交響曲（シンフォニー）                                     |
| 21 | 2001年 | 和歌山県 | 潮風にのせて香れ文化の華                                                     |
| 22 | 2002年 | 滋賀県   | 輝け淡海の水面に文化の光                                                     |
| 23 | 2003年 | 奈良県   | ひろげよう翼届けよう思いいにしえの風にのせて                                 |
| 24 | 2004年 | 三重県   | ふれあい～新しい出会いを求めて～                                             |
| 25 | 2005年 | 福井県   | 文化の帆を広げ 今こぎ出そう無限に広がる大海原へ                              |
| 26 | 2006年 | 兵庫県   | 灯せ文化の光 輝ける未来のために                                              |
| 27 | 2007年 | 大阪府   | ここから始まる 文化の共有 未来へ発信                                         |
| 28 | 2008年 | 徳島県   | 阿波の地より 舞いあがれ 文化の踊り子たちよ                                   |
| 29 | 2009年 | 京都府   | 薫る文化を風雅にのせて ～ Kyo・笑・喜・祭・都 ～（きょう・エ・キ・サイ・ト） |
| 30 | 2010年 | 奈良県   | 1300年の時代を越え 倭に集いし 文化の奏                                       |
| 31 | 2011年 | 滋賀県   | 母なる湖の風に乗り つなげよう 文化を愛する心と心                             |
| 32 | 2012年 | 和歌山県 | あさもよし 紀の国に吹く 潮風に 乗せて届けん 文化の心                         |
| 33 | 2013年 | 三重県   | 常若（とこわか）～未来へ繋げよう此の地“三重”から～                           |
| 34 | 2014年 | 福井県   | 掘りだそう！育もう！若き文化のたまごたち                                     |
| 35 | 2015年 | 鳥取県   | 風薫る砂丘の空に夢乗せて～未来の私たちへ～                                   |
| 36 | 2016年 | 兵庫県   | 咲かせよう文化の華 広げよう心の輪                                            |
| 37 | 2017年 | 大阪府   | 時代を造ろう 文化のチカラ                                                    |
| 38 | 2018年 | 徳島県   | 藍色の空へ羽ばたけ文化の翼                                                   |
| 39 | 2019年 | 京都府   | 百花繚乱 ～京に彩づく文化の風 繋げよう未来へ～                               |
| 40 | 2020年 | 奈良県   | あをによし 奈良の都に 咲き誇れ 永遠に果てない 文化の華                       |
| 41 | 2021年 | 滋賀県   | きらめく湖から つながる絆 文化の息吹                                         |
| 42 | 2022年 | 和歌山県 | 大地に響け 人の和と文化でつむぐ青春の旋律                                    |
| 43 | 2023年 | 三重県   | 繋げ文化のバトン！ 届け私たちの青春！                                        |
| 44 | 2024年 | 福井県   | 福いっぱいの文化の花 笑顔の花を咲かせよう！                                  |
| 45 | 2025年 | 鳥取県   | 届け星空（そら）へ 輝く文化を繋いだ流れ星                                    |